# Roar
"Roar" é uma canção da artista musical estadunidense Katy Perry, contida em seu quarto álbum de estúdio Prism (2013). Foi composta e produzida por Dr. Luke, Max Martin e Cirkut, com o auxílio na escrita pela própria cantora ao lado de Bonnie McKee. A faixa foi lançada como primeiro single do disco em 10 de agosto de 2013.

## Lançamento e divulgação

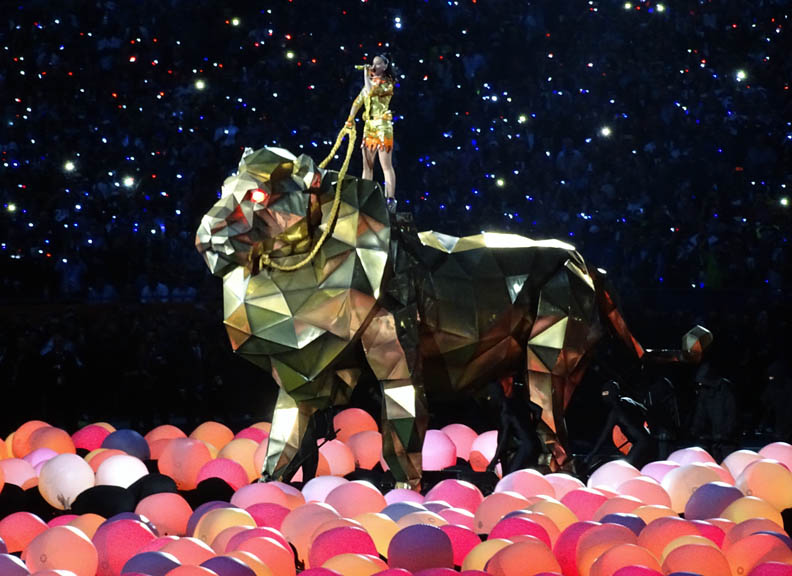
Katy Perry performing "Roar" at halftime of Super Bowl XLIX at University of Phoenix Stadium in Glendale, Ariz., on Feb. 1, 2015.

Em 29 de julho de 2013, Perry anunciou que seu quarto álbum de estúdio, intitulado Prism, seria lançado em 22 de outubro seguinte, através de um caminhão dourado que continha respectivamente o nome da artista, o título e a data de lançamento do disco em sua caçamba. Originalmente, o primeiro single "Roar" seria enviada para as rádios em 12 de agosto de 2013, seguido de sua comercialização digital; contudo, a estreia nas emissoras radiofônicas foi antecipada por dois dias, após ser publicada ilegalmente na Internet. Já a sua distribuição virtual ocorreu de acordo com o planejado através da iTunes Store de diversos países. No Reino Unido, o tema foi lançado em 1º de setembro do mesmo ano. Sua comercialização em formato físico teve lugar na Alemanha em 13 de setembro.
Após o lançamento do single, Perry divulgou seu respectivo vídeo lírico, no qual mostra ela digitando mensagens de texto com as letras da canção para os seus amigos em um iPhone enquanto utiliza caracteres de Emoji. No mesmo dia, foi noticiado que a artista realizaria a primeira performance do tema nos MTV Video Music Awards em 25 de agosto de 2013.

## Composição e crítica profissional
"Eu compus isto porque já estava cansada de guardar todos estes sentimentos dentro e não falar por mim mesma, o que causou um grande ressentimento (...) Obviamente, eu venho fazendo bastante terapia desde o meu último disco e sobre isso do que se trata."

—Katy Perry sobre a inspiração de escrever "Roar".
"Roar" é uma canção dos gêneros power pop e pop de andamento mediano, com uma duração máxima de três minutos e quarenta e três segundos. Liricamente, a faixa é um "hino de empoderamento", no qual Perry defende a si mesma, ao ter "descoberto o poder que havia dentro de si". No refrão, a artista entoa os seguintes versos: "Eu tenho o olho do tigre, uma lutadora / Dançando no fogo, porque eu sou uma campeã / E você me ouvirá rugir / Muito mais alto que um leão", sobre um ritmo retumbante.

Gerrick D. Kennedy, do Los Angeles Times, comentou que a faixa apresenta o melhor de Perry ao nos introduzir uma "doce confecção com uma pequena mordida." Complementando que "Roar" não "possui a mesma ardente e descarada abordagem de seus prévios singles pós-divórcio, como  'Wide Awake' e 'Part of Me', porém o seu talento para elaborar hinos pop onipresentes permanece intacta." Um editor da revista Rolling Stone também foi positivo em relação a música, declarando: "Com a sua simples batida pop e repetidos refrães de 'Você me segurou para baixo, mas eu levantei' e 'Você me ouvirá rugir', o primeiro single estabelece uma determinada nota para o novo álbum." James Montgomery, da MTV News, descreveu-a como "inegavelmente genuína", e adicionou: "É pessoal, é poderosa, e, com a sua combinação de ganchos sonoros e de sentimento lancinante, é certamente uma das mais perfeitas canções pop lançada, há um bom tempo." Andrew Hampp, da publicação Billboard, fez uma análise positiva a obra, alegando que era um "retorno estilístico a área de conforto da cantora e compositora que fez a sua estreia em One of the Boys", contudo criticou suas letras dizendo que elas "raramente superiorizam-se dos fáceis clichês e rimas, e que o seu ritmo de andamento mediano deixa um pouco a desejar no quesito de batidas por minuto."

## Faixas e formatos
| Download digital |        |         |  |
| N.º              | Título | Duração |  |
| 1.               | "Roar" | 3:43    |  |

| CD single |                       |         |  |
| N.º       | Título                | Duração |  |
| 1.        | "Roar"                | 3:43    |  |
| 2.        | "Roar" (instrumental) | 3:43    |  |

## Desempenho nas tabelas musicais
| Tabela musical (2013)                                  | Melhor posição |
| ------------------------------------------------------ | -------------- |
| África do Sul (Mediaguide)                             | 2              |
| Alemanha (Media Control Charts)                        | 2              |
| Austrália (ARIA Charts)                                | 1              |
| Áustria (Ö3 Austria Top 40)                            | 1              |
| Bélgica (Ultratop 50 de Flandres)                      | 5              |
| Bélgica (Ultratop 40 da Valônia)                       | 6              |
| Brasil (Brasil Hot 100 Airplay)                        | 28             |
| Brasil (Brasil Hot Pop Songs)                          | 5              |
| Canadá (Canadian Hot 100)                              | 1              |
| Coreia do Sul (Gaon Music Chart)                       | 1              |
| Dinamarca (Tracklisten)                                | 2              |
| Escócia (The Official Charts Company)                  | 1              |
| Eslováquia (IFPI Slovenská Republika)                  | 3              |
| Espanha (Productores de Música de España)              | 5              |
| Estados Unidos (Billboard Hot 100)                     | 1              |
| Estados Unidos (Hot Dance Club Songs)                  | 1              |
| Estados Unidos (Pop Songs)                             | 1              |
| Finlândia (IFPI Finlândia)                             | 9              |
| França (Syndicat National de l'Édition Phonographique) | 5              |
| Grécia (IFPI Grécia)                                   | 2              |
| Hungria (Magyar Hanglemezkiadók Szövetsége)            | 3              |
| Irlanda (Irish Recorded Music Association)             | 1              |
| Itália (Federazione Industria Musicale Italiana)       | 4              |
| Japão (Japan Hot 100)                                  | 4              |
| Líbano (The Official Lebanese Top 20)                  | 1              |
| México (Mexico Airplay)                                | 1              |
| Noruega (VG-lista)                                     | 4              |
| Nova Zelândia (Recorded Music NZ)                      | 1              |
| Países Baixos (MegaCharts)                             | 5              |
| Polônia (Związek Producentów Audio Video)              | 5              |
| Portugal (Portugal Digital Songs)                      | 9              |
| Reino Unido (UK Singles Chart)                         | 1              |
| Chéquia (IFPI Česká Republika)                         | 2              |
| Suécia (Sverigetopplistan)                             | 5              |
| Suíça (Schweizer Hitparade)                            | 3              |
| Venezuela (Record Report)                              | 2              |

| Tabela musical (2013)                 | Posição |
| ------------------------------------- | ------- |
| Austrália (ARIA Charts)               | 1       |
| Canadá (Canadian Hot 100)             | 10      |
| Estados Unidos (Billboard Hot 100)    | 10      |
| Estados Unidos (Hot Dance Club Songs) | 27      |
| Estados Unidos (Pop Songs)            | 10      |
| Japão (Japan Hot 100)                 | 21      |
| Nova Zelândia (Recorded Music NZ)     | 4       |
| Reino Unido (UK Singles Chart)        | 6       |
| Suíça (Schweizer Hitparade)           | 29      |

| País                       | Certificação |
| -------------------------- | ------------ |
| Alemanha (BVMI)            | Platina      |
| Austrália (ARIA)           | 11× Platina  |
| Bélgica (BEA)              | Ouro         |
| Canadá (Music Canada)      | 6× Platina   |
| Dinamarca (IFPI Dinamarca) | 2× Platina   |
| Estados Unidos (RIAA)      | Diamante     |
| Irlanda (IRMA)             | Platina      |
| Itália (FIMI)              | Platina      |
| México (AMPROFON)          | Platina      |
| Noruega (IFPI Noruega)     | Platina      |
| Nova Zelândia (RMNZ)       | 3× Platina   |
| Reino Unido (BPI)          | Platina      |
| Suécia (GLF)               | 4× Platina   |

## Histórico de lançamento
| País           | Data                   | Formato            | Gravadora |
| -------------- | ---------------------- | ------------------ | --------- |
| Estados Unidos | 10 de agosto de 2013   | Estreia nas rádios | Capitol   |
| Alemanha       | 12 de agosto de 2013   | Download digital   | Capitol   |
| Austrália      | 12 de agosto de 2013   | Download digital   | Capitol   |
| Bélgica        | 12 de agosto de 2013   | Download digital   | Capitol   |
| Brasil         | 12 de agosto de 2013   | Download digital   | Capitol   |
| Canadá         | 12 de agosto de 2013   | Download digital   | Capitol   |
| Dinamarca      | 12 de agosto de 2013   | Download digital   | Capitol   |
| Espanha        | 12 de agosto de 2013   | Download digital   | Capitol   |
| Estados Unidos | 12 de agosto de 2013   | Download digital   | Capitol   |
| França         | 12 de agosto de 2013   | Download digital   | Capitol   |
| Irlanda        | 12 de agosto de 2013   | Download digital   | Capitol   |
| Japão          | 12 de agosto de 2013   | Download digital   | Capitol   |
| Nova Zelândia  | 12 de agosto de 2013   | Download digital   | Capitol   |
| Países Baixos  | 12 de agosto de 2013   | Download digital   | Capitol   |
| Portugal       | 12 de agosto de 2013   | Download digital   | Capitol   |
| Suécia         | 12 de agosto de 2013   | Download digital   | Capitol   |
| Estados Unidos | 13 de agosto de 2013   | Rádio mainstream   | Capitol   |
| Reino Unido    | 1º de setembro de 2013 | Download digital   | Capitol   |
| Alemanha       | 13 de setembro de 2013 | CD single          | Capitol   |
| Hong Kong      | 7 de outubro de 2013   | CD single          | Capitol   |